# 日本式中華料理

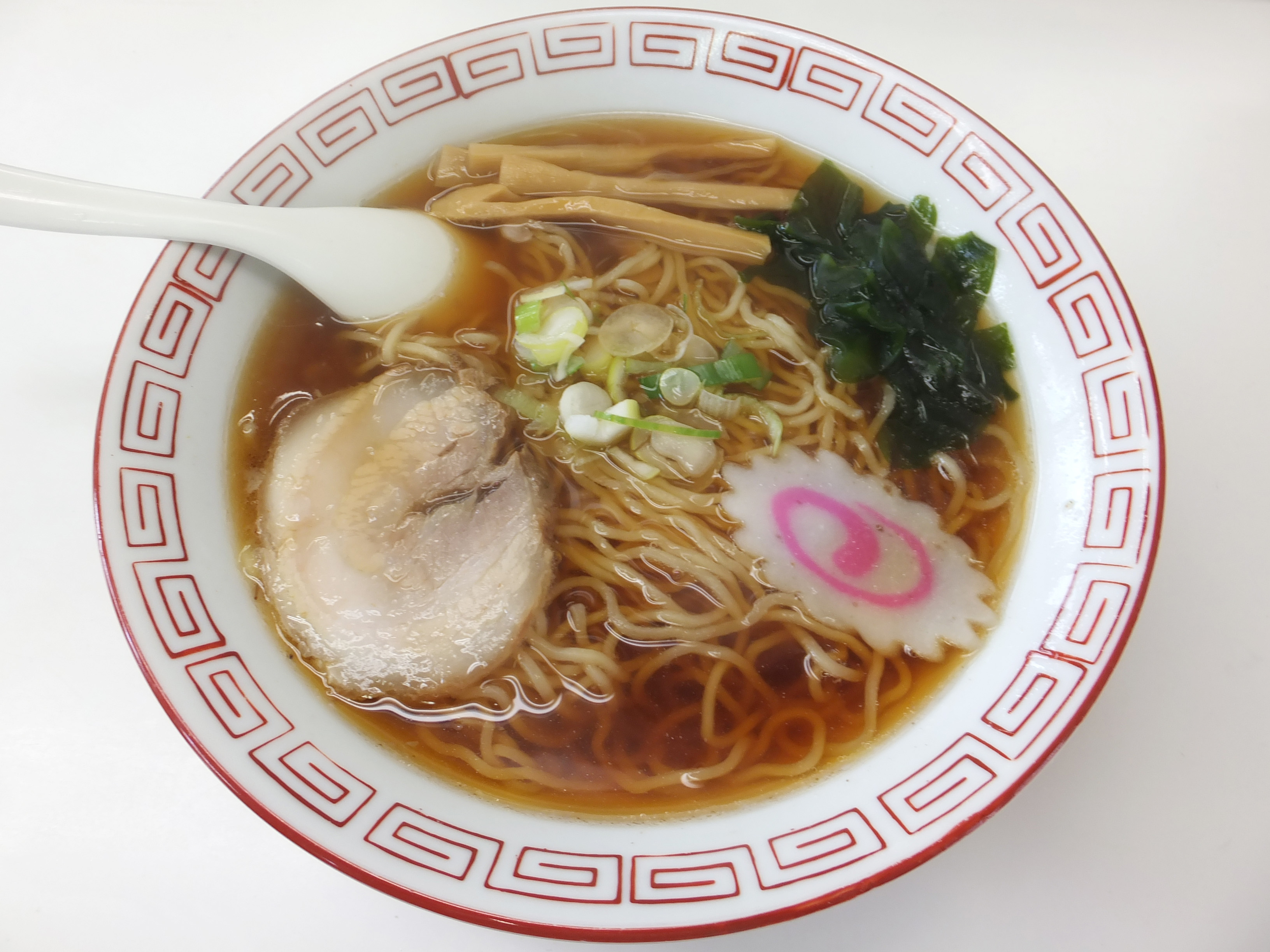
醤油ラーメン

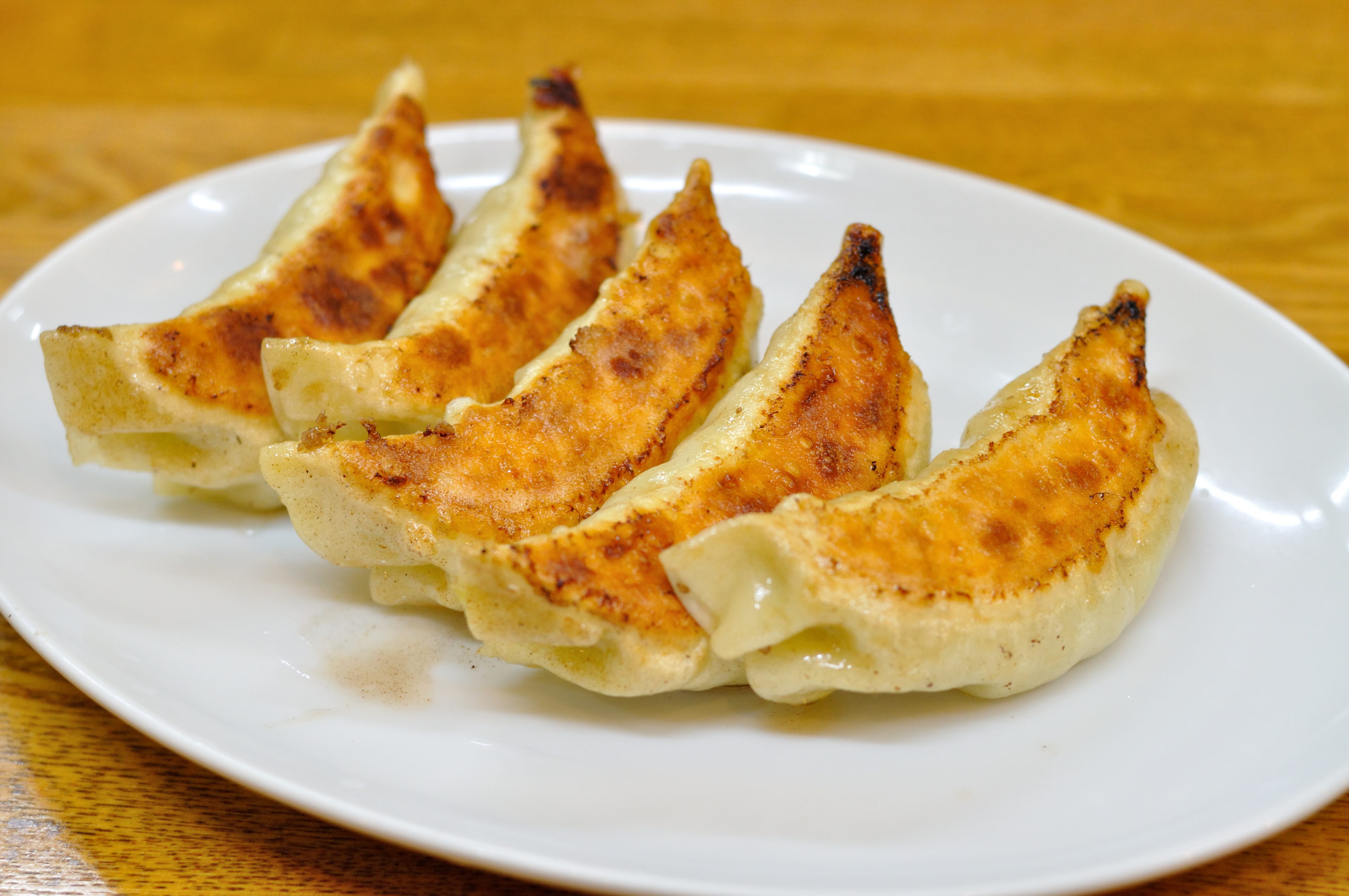
焼き餃子

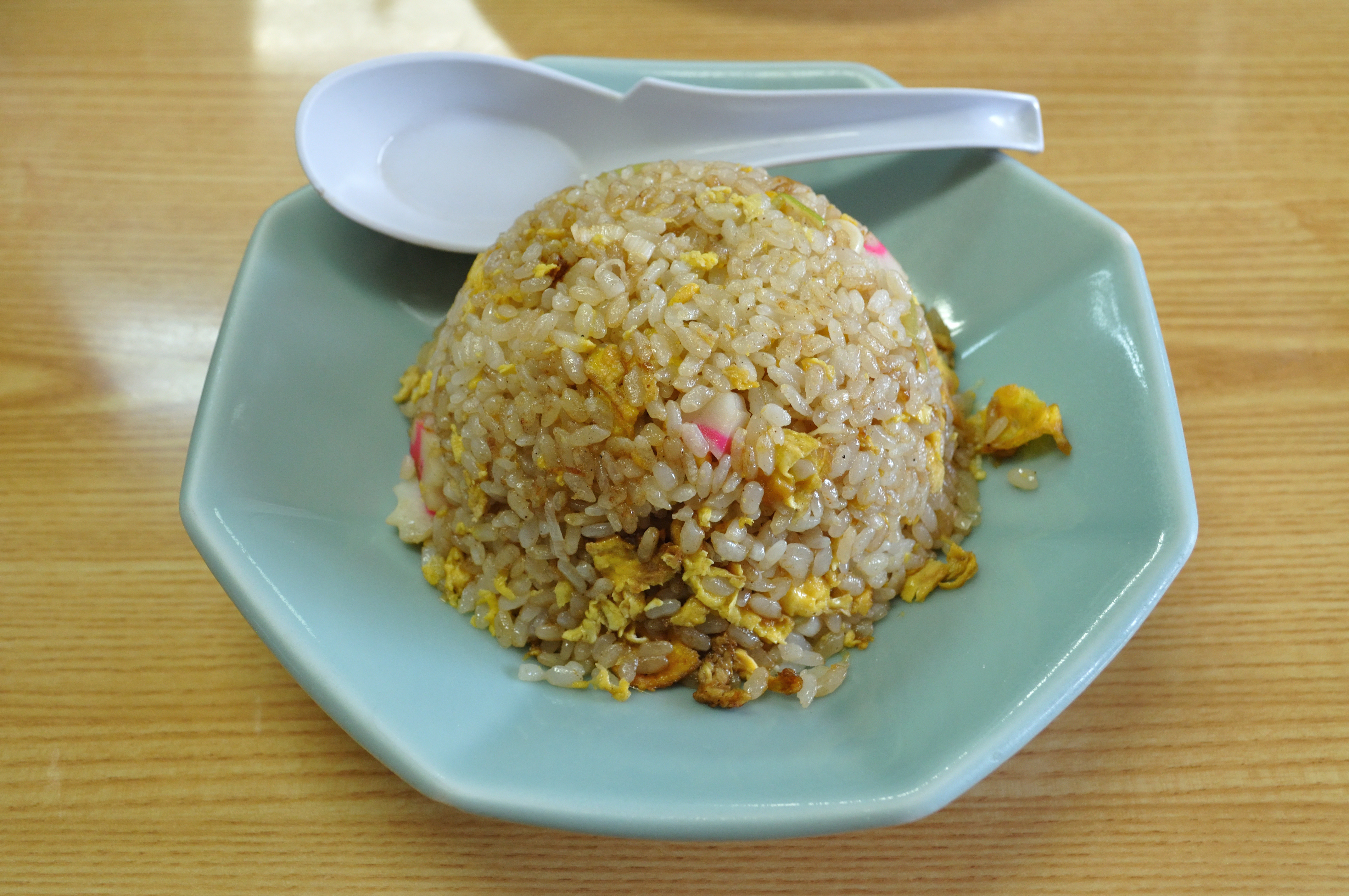
炒飯

日本式中華料理 （にほんしきちゅうかりょうり、英語：Japanese Chinese cuisine、中国語：日式中餐）とは、中華料理を日本の文化や日本人の嗜好に合わせてアレンジした料理、および日本で新たに考案された中華料理のことを指す。
簡単に日式中華とも呼ばれる。
「中華」という言葉は、日本語では中華料理や中華料理を出す店の意味でも使われることがあり、日本の料理においては、中華麺、冷やし中華、中華そば、中華風など、さまざまな場面で使われている。日式中華の歴史は、日本と中国の歴史的・文化的交流の産物といえる。

## 歴史
日本に中華料理が伝来したのは弥生時代までさかのぼる。なれずしの場合、日本に稲作が始まった弥生時代に作られたもので、当時、中国および東南アジアで魚を保存する方法が中国大陸や朝鮮半島を経由して日本に導入されたものだと推定される。
中国と日本の交易が活発になっていた唐・宋の時期には、多くの中華料理が日本に伝わった。例として、日本の代表的な料理であるうどんの場合、遣唐使に派遣された日本人留学生が唐から製麺技術を持ち帰ったという説がある。ところてんもやはり奈良時代に中国から伝わった料理である。または、1241年に宋から帰国した円爾弁円が製粉技術を持ち込み、日本に粉食文化を伝播したという説もある。この他にも素麺、味噌、納豆なども中国に由来していたり、中国から伝わったという説を持った日本料理である。
江戸時代には鎖国をしていたが、長崎を通じて清との交易は行われており、干しナマコなどは日本からの輸出品として重要な外貨獲得品でもあった。江戸時代の半ばになると、中華料理を基本とした卓袱料理が長崎で誕生している。長崎風中華料理とも呼べる卓袱料理は普茶料理ともども江戸時代後期には江戸でも流行する。しかしながら、卓袱料理にも普茶料理にも肉類は用いられておらず、本格的な中華料理は明治になって肉食が解禁されるまで待つことになる。
明治12年（1879年）に築地居留地で王斉が経営する「永和斉」が開業した。明治16年（1883年）には、渋沢栄一らが音頭とって、日中親善のためのクラブとして中国料理に造詣がある陽其二が八丁堀亀島町（現在の茅場町付近）に「偕樂園」が開業し、本格的な中華料理を出す店が日本に産まれた。しかしながら、偕樂園の料理は一番下の「並」で75銭。明治後半の給料生活者の月給が10円から15円ということを考慮すると庶民には手の届かない高級料理であった。
明治43年（1910年）には浅草で来々軒が開業。以後、明治から大正にかけて数々の名店が誕生し、昭和になると家族連れや宴会でこれらの店も賑わった。また、大正の終わりから昭和にかけては婦人誌ブームが起き、各婦人誌では目玉記事のひとつとして料理のページを掲載し、中華料理もさまざまな切り口で紹介された。
1868年から1930年代まで 80年余りの期間の間、日本に流入した中華料理は下のように分類できる。
- ラーメン[18][19]、中華麺[20]、チャーハン[21]のように、19世紀から20世紀に華僑たちを通じて流入した料理。
- 餃子のように、第二次世界大戦時、満洲国とその他の中国占領地から伝わった料理。
- から揚げ[22]のように、料理全体ではなく調理法が中国本土または華僑から伝わった場合。

日本に中国本土の料理の味や材料が伝わる際、若干変わって来る場合もある。代表的な例が、四川料理の麻婆豆腐とエビチリ、そして麻婆茄子などで、四川料理の辛さを日本人の味の好みに会うように緩和させたものである。

## 日本式中華料理の例
酸辣湯というスープ料理は中華料理でもオーソドックスな料理であるが、そこに麺を入れることは中国ではほとんどなく、酸辣湯麺は日本で考案されたものである。

### ラーメン
中国では蘭州拉麺が一般的であり、トッピングや味付けによる種類があるにはあるが、多様性はそれほど多くない。
日本では、スープをとっても醤油味、味噌味、塩味など様々なラーメンがある。日本のラーメンは、中国では「日式拉麺」と表記して区別されている。

### 餃子
日本では焼き餃子が一般的であるが、中国では水餃子が一般的である。また、使われる具材の種類は中国のほうが豊富である。

### チャーハン
見た目は中国と日本のものとで似るが、中国のチャーハンは日本のチャーハンよりも油っぽく、日本のようにパラパラした食感はない。

### 中国には無い日本発祥の料理例
- 冷やし中華[25]
- 中華丼[25]
- 天津飯[25] - 原型と考えられる中華料理が存在しない[25]。

## 中国における反応
中国・上海在住のブロガー花園祐が聞き取りを行った範囲では、日本式中華料理について問題視するような意見は中国人からは出ていない。
中華料理自体が、地方によって料理の味付けや素材が異なり、その土地に応じた工夫がされていることもあり、日本で日本人が日本人の舌に合わせて料理を変化させるのは自然なことであるというとらえ方である。
日本人が発明した料理を「中華料理」と呼ぶことについても、中華料理に敬意を払っているように見える（自分の国が発祥と主張しない）ことが評価されている。